# کریستوس پاپادیمیتریو
کریستوس پاپادیمیتریو (انگلیسی: Christos Papadimitriou؛ زادهٔ ۱۶ اوت ۱۹۴۹) یک دانشمند رایانه نظری یونانی-آمریکایی و پروفسور دونوان فامیلی در علوم رایانه در دانشگاه کلمبیا است. او استاد دانشگاه MIT است.

## تحصیلات
پاپادیمیتریو در دانشگاه فنی ملی آتن تحصیل کرد و در سال ۱۹۷۲ مدرک کارشناسی خود را در رشته مهندسی برق دریافت کرد. او سپس تحصیلات تکمیلی خود را در دانشگاه پرینستون ادامه داد و در آنجا دکترای خود را در رشته مهندسی برق و علوم رایانه در سال ۱۹۷۶ پس از اتمام پایان نامه دکتری با عنوان «پیچیدگی مسائل بهینه‌سازی ترکیبی» دریافت کرد.

## حرفه‌
پاپادیمیتریو در هاروارد، مؤسسه فناوری ماساچوست، دانشگاه ملی فنی آتن، استنفورد، دانشگاه کالیفرنیا (سن دیگو)، دانشگاه کالیفرنیا، برکلی تدریس کرده است و در حال حاضر پروفسور دونوان فامیلی در علوم رایانه در دانشگاه کلمبیا است.
پاپادیمیتریو با همکاری شاگردانش کنستانتینوس دااسکالاکیس و پل دبلیو گلدبرگ، «پیچیدگی محاسبه تعادل نش» را نوشت، که به خاطر آن جایزه نظریه بازی و علوم رایانه کالایی در سال ۲۰۰۸ را از انجمن نظریه بازی‌ها برای «بهترین مقاله در رابط کاربری» نظریه بازی‌ها و علوم رایانه، به‌ویژه «به دلیل مشارکت‌های مفهومی و فنی کلیدی آن» و جایزه مقاله برجسته از انجمن ریاضیات صنعتی و کاربردی را دریافت کردند.
در سال ۲۰۰۱، پاپادمیتریو به عنوان عضو انجمن ماشین‌های حسابگر معرفی شد و در سال ۲۲۰۲ جایزه کنوت را دریافت کرد. همچنین در سال ۲۰۰۲، او به دلیل مشارکت در نظریه پیچیدگی، نظریه پایگاه داده و بهینه‌سازی ترکیبی، به عضویت آکادمی ملی مهندسی ایالات متحده درآمد. در سال ۲۰۰۹ او به عضویت آکادمی ملی علوم ایالات متحده انتخاب شد. در طول سی و ششمین کنفرانس بین‌المللی اتومات، زبان‌ها و برنامه‌نویسی (ICALP 2009)، رویداد ویژه‌ای برای تجلیل از کمک‌های پاپادمیتریو در علوم رایانه برگزار شد. در سال ۲۰۱۲، او به همراه الیاس کوتسوپیاس جایزه گودل را برای کار مشترکشان بر روی مفهوم هزینه هرج‌ومرج دریافت کردند.
پاپادیمیتریو نویسنده کتاب درس یپیچیدگی محاسباتی، یکی از پرکاربردترین کتاب‌های درسی در زمینه نظریه پیچیدگی محاسباتی است. او همچنین کتاب درسی الگوریتم‌ها (۲۰۰۸) را با سانجوی داسگوپتا و اومش وزیرانی و رمان گرافیکی لوجیکومیکس (۲۰۰۹)را با آپوستولوس داکسیادیس نوشته است.
نام او در رتبه نوزدهم پایگاه داده دانشگاهی و کتابخانه دیجیتال موتور جستجوی سایت‌سیر قرار گرفت.

## جوایز و افتخارات
در سال ۱۹۹۷، پاپادیمیتریو  مدرک دکترای افتخاری را از مؤسسه فناوری فدرال زوریخ دریافت کرد.
در سال ۲۰۱۱، پاپادیمیتریو دکترای افتخاری را از دانشگاه ملی فنی آتن دریافت کرد.
در سال ۲۰۱۳، پاپادیمیتریو مدرک دکترای افتخاری را از دانشکده پلی‌تکنیک فدرال لوزان دریافت کرد.
پاپادیمیتریو مدال مؤسسه مهندسان برق و الکترونیک جان فون نویمان در سال ۲۰۱۶، جایزه EATCS در سال ۲۰۱۵، جایزه گودل در سال ۲۰۱۲، جایزه انجمن رایانه مؤسسه مهندسان برق و الکترونیک  چارلز بابیج در سال ۲۰۰۴ و جایزه کنوت در سال ۲۰۰۲ دریافت کرد. در سال ۲۰۱۹ جایزه هاروی تخنیون سال ۲۰۱۸. را دریافت کرد.

## زندگی شخصی
در دانشگاه برکلی، در سال ۲۰۰۶، او به یک گروه استاد و دانشجوی فارغ‌التحصیل به نام  «لیدی ایکس و ارزش‌های ویژه مثبت» پیوست.